# Georg Pick (Mathematiker)

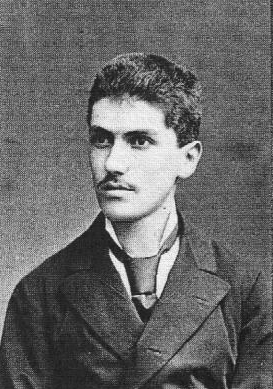
Georg Pick (das Photo stammt aus dem Album, welches Karl Weierstraß 1885 zu seinem 70. Geburtstag überreicht worden ist)

Georg Alexander Pick (* 10. August 1859 in Wien; † 26. Juli 1942 im KZ Theresienstadt) war ein österreichischer Mathematiker.

## Leben
Pick promovierte 1880 bei Leo Königsberger an der Universität Wien mit einer Arbeit Über eine Klasse Abelscher Integrale und habilitierte sich 1881 an der Karl-Ferdinands-Universität zu Prag mit der Arbeit Über die Integration hyperelliptischer Differentiale durch Logarithmen. Im Jahr 1889 wurde er zum Mitglied der Leopoldina gewählt.
1888 wurde er in Prag erst zum außerordentlichen, 1892 dann zum ordentlichen Professor ernannt. Picks Hauptarbeitsgebiete waren die Funktionentheorie, Differentialgleichungen und Differentialgeometrie, sein Name ist mit der Pick-Nevanlinna-Interpolation, dem Lemma von Schwarz-Pick und dem Satz von Pick verbunden.
Pick blieb bis zu seiner Emeritierung im Jahre 1927 in Prag und kehrte dann in seine Heimatstadt Wien zurück. Nach dem Einmarsch deutscher Truppen im Rahmen des Anschlusses 1938 zog er erneut nach Prag, wohin er als Jude vor der Verfolgung durch die Nationalsozialisten auswich. Von Prag wurde er am 13. Juli 1942 von den Nationalsozialisten in das Ghetto Theresienstadt deportiert, wo er zwei Wochen später, am 26. Juli 1942, starb.

## Ehrungen
- Eine Gedenkstele der Leopoldina in Halle (Saale) zum Andenken von neun Mitgliedern der Akademie, die in den Konzentrationslagern der Nationalsozialisten ermordet wurden oder an den unmenschlichen und grausamen Bedingungen der Lagerhaft starben, erinnert auch an Georg Pick.[3]